# Secretariaat voor Brieven aan Prinsen en Latijnse Brieven
Het Secretariaat voor Brieven aan Prinsen en Latijnse Brieven was een instelling van de Romeinse Curie die vaak ook wel kortweg het Secretariaat voor Brieven werd genoemd en die bestond uit twee secties.
De eerste sectie, die voor de Brieven aan Prinsen, was belast met het opstellen van brieven die namens de Heilige Stoel werden verzonden aan vorsten, prinsen, staatshoofden en andere hooggeplaatste personen. Aan deze sectie viel het ook toe andere pauselijke schrijvens als encyclieken en apostolische constituties en exhortaties te schrijven dan wel te redigeren. Deze werkzaamheden vonden plaats op last van de paus zelf, dan wel van het Staatssecretariaat.
De sectie voor de Latijnse Brieven was belast met het opstellen van minder plechtige stukken zoals de brieven aan diegenen die om welke reden dan ook zich tot de Heilige Stoel hadden gewend.
Beide secties stonden onder leiding van een prelaat. De tweede sectie werd geleid door een geheim kamerheer van de paus.
Het Secretariaat werd met de apostolische constitutie Regimini Ecclesiae Universae, waarmee paus Paulus VI in 1967 de Curie hervormde, opgeheven. De taken van het secretariaat werden ondergebracht bij het nieuwe Bureau voor de Latijnse Taal, dat rechtstreeks onder de eerste sectie van het Staatssecretariaat werd geplaatst. Dit bureau - waar tegenwoordig louter latinisten werken - is belast met het opstellen dan wel redigeren van alle in het Latijn gestelde teksten die namens de paus of de Curie worden gepubliceerd.